# Eleccions legislatives letones de 1995
Les eleccions legislatives letones de 1995 se celebraren el 30 de setembre i l'1 d'octubre de 1995 per a renovar els 100 membres del Saeima. La participació fou del 72,65%, amb 965.339 dels 1.328.779 possibles votants. No va resultar un guanyador clar, i per aquest motiu es van formar diversos governs de concentració nacional, el primer d'ells presidit per Andris Šķēle, qui no estava adscrit a cap partit

## Resultats
|         | |         |       |          |     |  |  |  |  |  |  |  |  |  |
| Partits | Partits | Vots    | %     | Escons   | +/- |  |  |  |  |  |  |  |  |  |
|         | Partit Democràtic Samnieks (Demokrātiskā Partija "Saimnieks")                                                                                                 | 144.758 | 15,2  | 18 / 100 | Nou |  |  |  |  |  |  |  |  |  |
|         | Moviment Popular de Letònia (Tautas Kustība Latvijai - Zīgerista Partija)                                                                                     | 142.324 | 14,9  | 16 / 100 | Nou |  |  |  |  |  |  |  |  |  |
|         | Via Letona (Latvijas Ceļš) | 139.929 | 14,6  | 17 / 100 | 19  |  |  |  |  |  |  |  |  |  |
|         | Per la Pàtria i la Llibertat (Tēvzemei un Brīvībai) | 114.050 | 11,9  | 14 / 100 | 8   |  |  |  |  |  |  |  |  |  |
|         | Partit de la Unitat Letona (Latvijas Vienības Partija) | 68.305  | 7,1   | 8 / 100  | 8   |  |  |  |  |  |  |  |  |  |
|         | Coalició - Unió d'Agricultors Letons (Latvijas Zemnieku savienība) - Unió Democristiana (Kristīgi demokrātiskā savienība)                                     | 60.498  | 6,3   | 8 / 100  | 10  |  |  |  |  |  |  |  |  |  |
|         | Coalició - Moviment per la Independència Nacional de Letònia (Latvijas Nacionālās Neatkarības Kustība, LNNK) - Partit Verd de Letònia (Latvijas Zaļā partija) | 60.352  | 6,3   | 8 / 100  | Nou |  |  |  |  |  |  |  |  |  |
|         | Partit Socialista Letó (Latvijas Sociālistiskā Partija) | 53.325  | 5,6   | 5 / 100  | Nou |  |  |  |  |  |  |  |  |  |
|         | Partit de l'Harmonia Nacional (Tautas Saskaņas Partija) | 53.041  | 5,6   | 6 / 100  | 7   |  |  |  |  |  |  |  |  |  |
|         | Coalició Treball i Justícia | 43,599  | 4.58  | 0 / 100  | Nou |  |  |  |  |  |  |  |  |  |
|         | Unió Política d'Economistes (Tautsaimnieku politiskā apvienība)                                                                                               | 14,209  | 1.49  | 0 / 100  | Nou |  |  |  |  |  |  |  |  |  |
|         | Unió d'Agricultors Letons (Latvijas Zemnieku savienība) | 13,009  | 1.37  | 0 / 100  | 12  |  |  |  |  |  |  |  |  |  |
| Total   | Total | 965.339 | 100.0 | 100      |     |  |  |  |  |  |  |  |  |  |